# تصفيح حلزوني

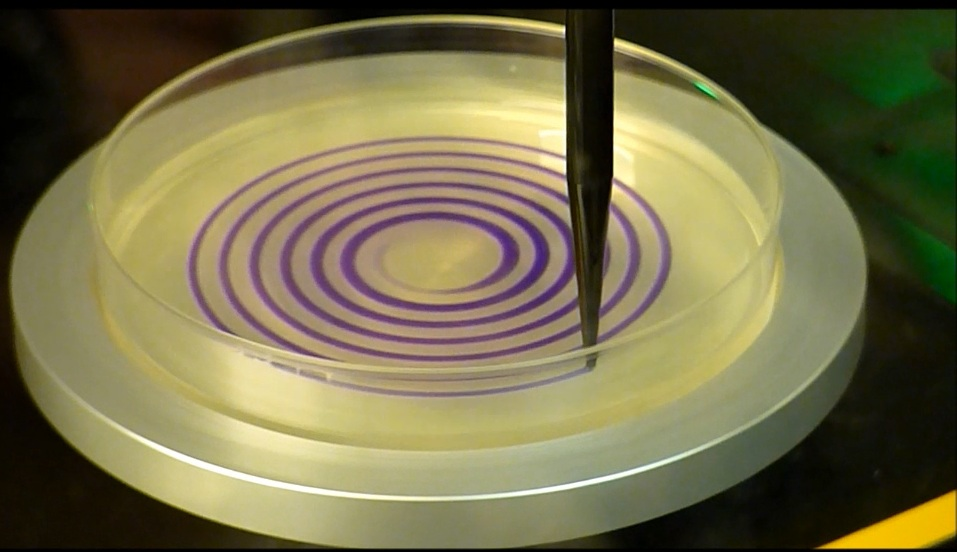
صورة طبق بيتري بنمط حلزوني تم توزيعه باستخدام طبق حلزوني متكامل على روبوت تيكان، تم استخدام لونًا أرجوانيًا لتوضيح النمط الناتج، وعادةً ما يتم استخدام الوان شفافة.

التصفيح الحلزوني أو اللولبي هي أداة تستخدم لتوزيع عينة سائلة على طبق بتري في نمط حلزوني، يشيع استخدامها كجزء من إجراء العد لغرض تحديد عدد الميكروبات في العينة.
في هذا الإطار يتم تحضين طبق بتري لعدة ساعات بعد ذلك يتم تحديد عدد المستعمرات التي تشكل الميكروبات.
كما يتم استخدام هذا التصفيح الحلزوني أو اللولبي للبحث والتشخيص السريري وكطريقة لتغطية طبق بتري مع البكتيريا قبل وضع أقراص المضادات الحيوية.

## طريقة العمل
تقوم اللولبة الحلزونية بتدوير الطبق بينما تقوم في نفس الوقت بتوزيع السائل وإما تحريك الطبق أو النقر بشكل خطي.
هذا يخلق نمط حلزوني مشترك، إذا تمت جميع الحركات بسرعة ثابتة، فسيكون الشكل الحلزوني الذي يتم إنشاؤه تركيز أقل على السطح الخارجي للوحة من التركيز على الداخل. توفر المصفحات الحلزونية الأكثر تقدمًا خيارات مختلفة للأنماط اللولبية مثل التركيز الثابت (عن طريق إبطاء حركة الغزل و/ أو الحركات الجانبية) أو التركيز الأسي (عن طريق تسريع الغزْل و/ أو الحركات الجانبية).

## في اختبار الغذاء والتجميل
يستخدم التصفيح الحلزوني أو اللولبي على نطاق واسع للاختبارات المكروبيولوجية للأغذية والحليب ومنتجات الألبان ومستحضرات التجميل، وكذلك فإنها طريقة معتمدة من قبل إدارة الغذاء والدواء. ومن مميزات هذه الطريقة الحلزونية أنها عدد أقل في عدد الألواح المستخدمة مقابل التصفيح اليدوي لأن التراكيز المختلفة موجودة في كل لوحة. وهذا يجعل من الصعب حساب مستعمرات البكتيريا ويتطلب تقنيات ومعدات خاصة.

## قائمة بذاتها مقابل وجود إضافات
تكون الألواح الحلزونية متاحة إما كأدوات قائمة بذاتها يتم تغذيتها يدويًا بألواح وعينات أو يتم تغذيتها تلقائيًا باستخدام مكدسات مخصصة،  تتوفر لوحات حلزونية بدلًا من ذلك كأجهزة مدمجة كجزء من منصات آلية أكبر،  في هذه الحالة، يكون سير العمل الأكبر في كثير من الأحيان آليًا، على سبيل المثال الطلاء، الحضانة، والعد.